# Саундвейв
Саундве́йв (Soundwave, от англ. «sound» — звук и «wave» — волна, в русской телевизионной версии 6-го канала — Барха́н) — персонаж комиксов и мультсериалов о трансформерах, а также художественных фильмов «Трансформеры: Месть падших» (2009) и «Трансформеры 3: Тёмная сторона Луны» (2011).
Саундвейв — один из самых преданных последователей Мегатрона. У него есть несколько помощников и разведчиков. Его кровный враг — автобот Бластер.

## Описание
Саундвейв принадлежит к фракции десептиконов. Способен трансформироваться в кассетный плеер, и у него характерный монотонный компьютеризированный голос. Основные функции — разведка и диверсии.

## Биография

### «The Transformers»
Саундвейв впервые появился в сериале ещё до отправления на Землю, пока десептиконы и автоботы находились на Кибертроне. В то время он мог трансформироваться в башню коммуникаций, и оставался в таком виде рядом с опорным пунктом автоботов — городом Иакон, чтобы шпионить за их высшим командованием. Именно от него Мегатрон узнал о плане автоботов покинуть разорённый войной Кибертрон и отправиться на поиски новых источников энергии. В составе отряда десептиконов, возглавляемого Мегатроном, он атаковал «Арк» — шаттл автоботов. Когда повреждённый шаттл упал на доисторическую Землю, все трансформеры, находившиеся на его борту, включая и Бархана, были деактивированы, и только в 1984 году проснулись от многомиллионнолетнего сна. Тогда-то Бархан, принявший, как и другие десептиконы, облик земной техники, стал трансформироваться в кассетный магнитофон.
Бархан показан в сериале как опытный воин; он принимал участие во всех сражениях с автоботами. Однако больше всего он прославился как разведчик. Кроме того, в его обязанности входит сбор и обработка энергона.
В фильме «Трансформеры: The Movie» Бархан участвует в нападении на город автоботов и посылает своих «кассетников» в атаку на их центр связи, чтобы не дать автоботам вызвать подкрепление. Когда битва закончилась и Скандалист отдал приказ отступать, Бархан лично перенёс тяжело раненного Праймом Мегатрона на Астропоезд, на котором десептиконы эвакуировались с Земли, но не смог (а, возможно, и не захотел, опасаясь нажить неприятности) воспрепятствовать Скандалисту, когда тот выбросил Мегатрона в открытый космос. Однако когда Мегатрон, обновлённый Юникроном и преобразованный в Гальватрона, вернулся на Кибертрон во время коронации Скандалиста, Бархан стал первым, кто признал его права и примкнул к нему.
После победы автоботов и исчезновения Гальватрона Бархан вместе с остальными десептиконами перебрался на планету Чаар. Он с радостью воспринял весть о том, что невредимое тело Гальватрона покоится в жерле вулкана на планете Трол, и оказал посильную помощь для его возрождения. Однако Гальватрон не спешил возвращаться к своим брошенным на произвол судьбы войскам и совместно с юникронцами Циклоном и Кнутом сперва взялся за уничтожение космической платформы землян и автоботов. Между тем, изголодавшийся по энергону Бархан поддался вместе с остальными десептиконами на уговоры зловещих квинтессонов атаковать попавших в ловушку на планете 8739В автоботов. Узнав об этом предательстве, Гальватрон вмешался в сражение и восстановил свой статус безоговорочного лидера в глазах Бархана.
Тем не менее, Гальватрон уже не был тем Мегатроном, которому Бархан присягал на верность и почитал как величайшего полководца в истории десептиконов. Так, например, в поисках драгоценного минерала исидрита, Бархан вместе со своим кассетным роботом-специалистом по геологической разведке Крысаком, обнаруживает отряд автоботов, осуществляющих его добычу, однако в ходе сражения выясняется, что Гальватрона больше интересует удовлетворение своей необузданной страсти к разрушению, чем стратегически необходимый исидрит. После этого случая Циклон, Бархан и прочие десептиконы тщетно пытаются подлечить обезумевшего Гальватрона в сумасшедшем доме на планете Торкулон.
Больше Гальватрон не прислушивается к дельным советам Бархана. Самым ярким примером тому может служить случай, когда вопреки предложению последнего провести предварительные испытания реактивного двигателя, установленного на комете для уничтожения базы автоботов Метроплекса, Гальватрон решает во что бы то ни стало запустить его именно в момент начавшейся атаки автоботов; в результате чего обе враждующие стороны оказываются на странной планете Эвритма. Но даже здесь Бархан представляется для Гальватрона единственным, кто имеет технические возможности для захвата звукового оружия обитателей планеты и, в конечном счете, ему это удается. Только Бластер сумел стереть записанную Барханом гармонию и предотвратить разрушение Метроплекса.
К числу последних появлений Бархана в третьем сезоне «G1» можно отнести участие в сражении на планете Джанк и обнаружение Крысаком тела Оптимуса Прайма на Земле.

### «Трансформеры: Scramble City»
Саундвейв обнаружил изменение в магнитном поле и послал Рэведжа, Лазербика и Рэтбэта на разведку.

### «Трансформеры: The Headmasters»
В этом японском мультсериале, непосредственно продолжающем историю третьего сезона «G1», Бархан, ещё недавно бывший одним из главных генералов-десептиконов американского сериала, постепенно отходит на второй план и теряется в гуще событий и новых героев. 

Уже во второй серии он погиб в бою со своим «кровным врагом» — автоботом Бластером, но вскоре был «воскрешён». Перестроенный и модифицированный, продолжал выполнять прежние функции. Проявил себя как оппортунист и приспособленец: когда Гальватрон пропал без вести во время взрыва Сигма Компьютера на Кибертроне, сразу подчинился Скорпоногу, как наиболее сильному из десептиконов, и убедил остальных сделать то же самое, а когда выяснилось, что Гальватрон жив — снова переметнулся к нему и по его приказу шпионил за Скорпоногом… пока тот опять не стал лидером десептиконов. После финального сражения, в ходе которого был уничтожен Скорпион, Бархан вместе со Скорпоногом и остальными десептиконами скрылся в неизвестном направлении.

### «Трансформеры: Битвы зверей»
Когда лидер предаконов Мегатрон проник на борт «Арка», он, разыскивая своего предка, прошёл мимо лежащего на полу Саундвейва.

### «Трансформеры: Кибертрон»
Саундвейв — уроженец загадочной планеты Икс. В паре со своим «земляком» — Сайдуэйзом — работает на Мегатрона (преследуя при этом свои собственные, тщательно скрываемые от посторонних цели). Как и в «G1», имеет кассетника Лазербика. Трансформируется в самолёт.

### «Трансформеры: Анимейтед»
В этом мультсериале Саундвейв первоначально появляется в виде игрушечного робота, которого Айзек Самдэк конструирует по совету и с помощью Мегатрона и дарит своей дочери Сари на день рождения, не подозревая, что забавная музыкальная игрушка вовсе не безобидна. По замыслу Мегатрона, Саундвейв должен со временем заменить ему его собственное тело, которое было разбито при ударе о поверхность Земли после того, как Оптимус Прайм выбросил его из своего корабля. Чем чаще Сари заводит Саундвейва своим ключом, содержащим частицу Оллспарка, тем больше по размеру и совершеннее по конструкции он становится. Вскоре Саундвейв вырастает до огромных размеров, берёт под свой контроль всех роботов Детройта и призывает их восстать против «владычества людей». Автоботу Балкхэду удаётся разрушить его, но Саундвейв не уничтожен полностью — он продолжает существовать в виде кассетного плеера. В третьем сезоне игрушки Саундвейва начинают появляться на прилавках города. Он же подсыпал порошок в чашки автоботов (когда Сари дала им напиток) и когда они проснулись — стали… обычными людьми! После того, как автоботы снова стали сами собой, Оптимус Прайм разрубил Саундвейва на две части своим топором.Однако Саундвейв выжил в виде касетного плеера и был унесён Лазербиком.

### «Трансформеры: Прайм»[3]
Саундвейв входит в состав экипажа «Немезиды» — десептиконского боевого крейсера, которым в отсутствие Мегатрона командует Старскрим. Фигурирует в мультсериале как самый лучший разведчик десептиконов и самый верный слуга Мегатрона. Он всегда в курсе всего, что происходит на «Немезиде» и за её пределами, постоянно (лично или через Лазербика) следит не только за автоботами, но и за всеми, чьи действия или намерения могут представлять угрозу для его повелителя; благодаря ему Мегатрон своевременно узнаёт о происках предателя Старскрима и интриганки Эйрахниды и принимает ответные меры. Преданность Саундвейва Мегатрону неоспорима; остальные десептиконы его опасаются. Нокаут предупреждает своего напарника Брейкдауна: «Остерегайся тихонь!». Мегатрон же вполне доверяет Саундвейву и ценит его (впрочем, не настолько, чтобы поручить ему руководящую должность — после бегства Старскрима он назначает своим заместителем Эйрахниду, а затем Дредвинга).
В 3-м сезоне Саундвейв случайно (или специально) попадает в плен к автоботам, но позже освобождается, затем по приказу Мегатрона берёт Рэтчета в заложники. В этом же сезоне, Саундвейв, сражаясь с Мико, пытается затянуть её в космический портал, но благодаря вмешательству Рафа, открывшего рядом с ним ещё один портал, был сам выброшен в параллельную реальность, известную как «Зона Тени», но выжил и успел засветиться в « Роботах под прикрытием»..

«Трансформеры: Роботы под прикрытием»
В 10 серии 2 сезона Саундвейв выбрался из зоны тени благодаря земному мосту команды Бамблби. Без труда одолев автоботов, связист запер их лидера там, откуда выбрался. Из-за своей посмертной верности Мегатрону он решает сконструировать устройство, способное вернуть его повелителя на Землю. План близился к завершению, и тем не менее, реализовать его не удалось: автоботы одолели связиста, забросили назад в зону тени и вытащили Бамблби.
В 21 серии 3 сезона все того же мультсериала, находясь в зоне тени, Саундвейв всё-таки нашёл способ выбраться оттуда. Те, кто, по словам десептикона, «разделяли его цели», спроектировали серию модифицированных миниконов-активаторов, чтобы они занимались поиском «охотников на десептиконов» для Саундвейва. Когда все три «охотника» были собраны и доставлены последнему, в результате чего он выбрался из зоны тени уже полностью модифицированным. Он изменился в цвете, получил красный экран, новое оружие, сменил альт-форму (с беспилотника на автомобиль), а также стал больше говорить. В его планы входила операция по возвращению Мегатрона, а также уничтожение жизни на земле, но ему помешали автоботы. В конце концов он был парализован электричеством, заморожен и отправлен на Кибертрон вместе с его миниконом Лазербиком.

## Биография в фильмах

Саундвейв и Лазербик в кинофильме «Трансформеры 3: Тёмная сторона Луны»

По замыслу сценаристов, Саундвейв должен был присутствовать уже в первом фильме киноэпопеи М.Бэя, однако работы над его внешним видом не были завершены в срок.

### Трансформеры: Месть падших
В фильме «Трансформеры: Месть падших» он представлен как неактивный участник действия, наблюдающий за происходящим с орбиты; он не трансформируется, а вместо этого ассимилирует американский военный спутник. Как и в мультсериале, его голосом стал Фрэнк Уэлкер. 

### Трансформеры: Темная сторона Луны
В качестве «полноценного» действующего лица появляется лишь в третьем фильме. Выдавал себя за автомобиль Карли, который ей подарил Дилан Голд. Позже захватывает Карли в плен. Во время битвы в Чикаго командовал наземными солдатами-дронами, после захвата в плен нескольких автоботов по совету того же Дилана Голда приказал Баррикейду казнить Уилджека выстрелом в затылок, однако позднее сам погиб от руки Бамблби.

### Трансформеры: Эпоха Истребления
В фильме «Трансформеры: Эпоха истребления» остатки Саундвейва были использованы для конструирования ног Гальватрона.

### Бамблби
Каноничный Саундвейв появился в начале фильма во время последней битвы за Кибертрон и, предположительно, возглавляет атаку. Во флэшбеке Бамблби Саундвейв выпускает Рэведжа, тот проигрывает в схватке с Оптимусом Праймом, однако последний был окружен вместе с Десептиконами.
Как и в мультсериалах, Саундвейв пользуется услугами своих питомцев-агентов — Рэведжа и Лазербика.

## Биография в комиксах

### «Transformers» (Titan Magazines)
В отличие от художественного фильма, в комиксах «Titan Magazine», развивающих сюжетную линию «Мести падших», Саундвейву отводится гораздо более значительная роль.
В отсутствие Мегатрона он руководит сбором сохранившихся на Земле остатков «Древнего Знания». Чтобы не допустить утечки секретной информации о планах десептиконов, обладателями которой нечаянно стали близнецы-автоботы Скидс и Мадфлэп, он затевает изощрённую интригу, цель которой — настроить против братьев других автоботов (надо сказать, что не в меру ретивые Близнецы своими импульсивными и необдуманными действиями сильно облегчают ему эту задачу). Его коварный замысел увенчивается успехом — после ряда инцидентов автоботы начинают подозревать Близнецов в измене. Несмотря на все протесты и попытки оправдаться, они признаны виновными и приговорены к высылке с Земли. Именно этого и ожидал Саундвейв: с помощью своих агентов он освобождает Скидса и Мадфлэпа из-под стражи и предлагает им защиту и покровительство. За это они должны выследить и выманить из убежища ещё одного хранителя «Древнего Знания» — Рэнсака. После того, как Рэнсак пойман и доставлен на базу десептиконов, Саундвейв вместе с Гриндором и Старскримом допрашивает его, добиваясь, чтобы он рассказал, какие тайные сведения собирал, и для кого именно.
Однако в ходе заварушки, устроенной неугомонными Близнецами, Рэнсаку удаётся сбежать. А через некоторое время на базу врываются автоботы, и бежать приходится самому Саундвейву.

## Технические характеристики
В «G1» рост Саундвейва составляет 6,7 метров. Лицо постоянно закрыто маской. Корпус прямоугольный; в грудной полости размещены проигрыватель(он может испускать звуковые волны, а также может ради своего удовольствия и других десептиконов включать "сценарные музыки из разных фильмов" в одном из мультсериале), устройство, формующее «энергокубы» (контейнеры для расфасовки и хранения энергона), и хранилище для «кассетников». В окраске корпуса сочетаются тёмно-синий и белый цвета. 

Оснащён сверхчувствительным радиопеленгатором и сканером, с помощью которого может даже «читать мысли» других трансформеров (конечно, если находится достаточно близко от них).

В альт-режиме в G1.

Самая любопытная особенность данного персонажа — это способность произвольно изменять свои габариты, уменьшаясь до размеров обыкновенного плеера, который человек может без труда взять в руки. Это позволяет ему получить доступ практически в любое место, а всё дальнейшее — это уже, как говорится, «дело техники». Саундвейву достаточно положить руку на компьютер, чтобы «скачать» из него все нужные данные. Он может при необходимости извлечь интересующую его информацию даже непосредственно из человеческого мозга. Помимо всего прочего, является телепатом.
В фильме выглядит как спутник связи, но имеет также альт-форму робота. 
Участвуя в миссиях десептиконов лишь как сторонний наблюдатель, Саундвейв не нуждался в маскировке. Но порученная Мегатроном миссия по поимке Сэма Уитвики вынудила офицера связи перебазироваться на Землю. Здесь он трансформируется в автомобиль марки Mercedes-Benz SLS AMG.
В режиме робота вооружён бластером; кроме того, на правом плече у него укреплена звуковая пушка, способная испускать смертоносные акустические волны; впрочем, это оружие представляет опасность для противника только в атмосферной среде, а в безвоздушном пространстве, где звук распространяться не может, оно практически бесполезно. Однако самое главное и безотказное оружие Саундвейва в любой ситуации — это его осведомлённость; он убеждён, что сильнее всех тот, кто владеет бо́льшим объёмом информации.
В «Прайме» трансформируется в беспилотный тёмно-синий разведывательный самолёт MQ-9 Reaper. В альт-форме робота вместо лица имеет треугольный экран, который использует для трансляции изображений. Может выпускать из своего корпуса эластичные трубки, которые служат в качестве дополнительных рук; с их помощью он может также загружать или скачивать с компьютера требуемые файлы. К числу его способностей относится также умение открывать врата телепорта практически где угодно (однажды он воспользовался этим умением, чтобы «без шума и пыли» удалить Арси с «Немезиды» и не дать ей встретиться с Оптимусом Праймом). Как всегда, Саундвейв имеет «питомца» по имени Лазербик — странный летающий механизм, размером с вертолет, который прикрепляется к его груди.
В этом мультсериале Саундвейв — один из лучших бойцов среди трансформеров: он побеждал Эйрахниду и Уилджека, Балкхэда и Смоукскрина.
По официальной шкале его качества оцениваются следующим образом: интеллект — 10, мастерство и огневая мощь — 9, скорость — 8, храбрость — 7, выносливость — 6, сила — 5.
Лицо Саундвейва также послужило источником вдохновения для создания символа десептиконов.

## Умения
Саундвейв славится как самый лучший разведчик десептиконов, но он также и один из самых лучших и опытных воинов, поэтому является для автоботов одним из самых опасных противников. Помимо всего прочего, Саундвейв обладает неплохими техническими знаниями и навыками, что очень полезно для разведчика.

## Характер и отношения с окружающими
Очень сдержанный и спокойный; вроде бы никогда никуда не спешит, но успевает везде. С виду кажется тихоней и скромником, но на самом деле он, пожалуй, не менее коварен, чем Старскрим, с той только разницей, что умеет очень хорошо скрывать свои истинные чувства, мысли и намерения.
Саундвейв всегда лоялен по отношению к лидеру десептиконов, и для него не столь уж важно, кто конкретно занимает этот пост — Мегатрон, Гальватрон или Старскрим: он ухитряется поладить с любым из них. Остальные десептиконы дружно недолюбливают Саундвейва, но понимают, что все они у него «под колпаком». К тому же все знают, что он мстительный и злопамятный, и всегда придумает, как испортить обидчику жизнь. Поэтому все стараются поддерживать с ним видимость хороших отношений. Самого Саундвейва такое положение дел вполне устраивает. Он не стремится ни враждовать с другими десептиконами, ни дружить с ними — для компании ему достаточно собственных «кассетников». Единственное, что может нарушить его обычную невозмутимость — появление возможного конкурента.

«Саундвейв лучше, автоботы — хуже!»— Саундвейв

## «Команда» Саундвейва
Постоянными спутниками и помощниками Саундвейва являются так называемые «кассетники» — очень маленькие трансформеры (во много раз меньше «нормальных» десептиконов и автоботов). Обычно они имеют вид кассет и помещаются внутри Саундвейва, в его груди, откуда он выпускает их (всех вместе или по отдельности) для выполнения разного рода поручений: иногда — для участия в сражении, но чаще всего — для организации диверсий или сбора информации.
Их зовут: Рамбл, Френзи, Рэведж, Лазербик, Баззсоу, Рэтбэт, Оверкилл и Слагфест. 

Все они очень преданы друг другу, своему командиру и Мегатрону. В одном из мультсериалов у Саундвейва только Лазербик который поймал в одном из местности на Кибертроне и неплохо сохранил его.

«Френзи, Рамбл, Рэведж, Рэтбэт, на вылет. Операция — вмешательство»— Саундвейв

## Слабости
Слишком уверен в собственной незаменимости, и это раздражает подавляющее большинство десептиконов (за исключением Мегатрона, который ценит его преданность). Вследствие этого они даже не пытаются помогать Саундвейву в бою и даже, что ещё хуже, бросают на произвол судьбы. Однако до сих пор Саундвейву удавалось выходить из таких передряг целым и невредимым.

## Видеоигры

### «Transformers»
Саундвейв был одним из десептиконов, которых клонировали, чтобы украсть у автоботов особый энергетический куб.

### «Transformers: Call of the Future»
Саундвейв входил в состав экспедиции десептиконов, отправленной на планету Зел Самин. Первым делом он послал ложный сигнал SOS, чтобы выманить автоботов с шаттла. Успешно произведя операцию, он передал им послание от Мегатрона, после чего вернулся на базу. Вскоре связист вновь столкнулся с автоботами, на этот раз пытаясь их задержать на обратном пути к кораблю, но был побеждён и вновь вернулся на базу — теперь уже для ремонта.

### «Transformers: G1 — Awakening»

Саундвейв в мобильной игре «G1 — Awakening»

Саундвейв был среди десептиконов, атаковавших «Арк», что привело к крушению корабля. Спустя 4 миллиона лет был разбужен извержением вулкана. Десептикон вскоре встретил Ретчета и Бамблби, и использовал кассетников, чтобы одолеть их, но два автобота оказались сильнее. Затем вместе со Скайварпом и Тандеркрэкером пытался удержать источники энергии, но проиграл. Позже связист вместе с Триптиконом охранял космический мост, но вновь был повержен. Десептикон был среди тех, кто встретил и разоружил автоботов на Кибертроне. Затем ему было поручено сторожить Бамблби и Рэтчета, но пленники сумели улизнуть. Саундвейв проследовал за ними к камерам Прайма и Метроплекса, присоединившись к охранявшему их отряду, но был отвлечён манёврами автоботов, что позволило им сбежать. Связист успел перехватить пленников у космического моста, но они всё равно вернулись на Землю. Позже был в составе армии десептиконов, обнаруженной и разгромленной Гримлоком на Земле. Затем вместе с другими десептиконами устроил ловушку для автоботов, послав фальшивый сигнал о помощи, но автоботы оказались сильнее. Вскоре десептикон принял участие в провалившейся атаке на Арк. Затем он неудачно пытался воспрепятствовать силам автоботов захватить космический мост. На Кибертроне связист охранял источники питания крепости Шоквейва, но не сумел помешать автоботам отключить их. Чуть позже стал частью армии, преградившей автоботам путь в крепость. Позже на Земле Шоквейв встречает на мосту Бластера и Рэтчета, и пара автоботов прогоняет его. Затем Саундвейв с кассетниками атакуют Сайдсвайпа и Проула на берегу реки. Через некоторое время на Кибертроне был частью армии, окружившей Гримлока. К несчастью для них, десептиконы переоценили свои возможности. Наконец, Оптимус и Бамблби сразились с Саундвейвом и Мегатроном на Земле. В этой схватке вновь победили автоботы.

### «Transformers: War for Cybertron»
Саундвейв впервые появляется в первой главе "Тёмный Энергон" В третьей, четвёртой и пятой главах десептиконов даётся возможность игроку сыграть за него. В третьей главе, вместе с Мегатроном и Брейкдауном помогает найти Ключ Омеги и победить Зету Прайма. Затем, как оказалось, поиски привели к тому, что использовав ключ, Мегатрон активирует древнего стража Автоботов — Омегу Суприма. Саундвейв вместе с десептиконами атакуют его и побеждают, после чего Мегатрон заставляет Омегу открыть врата к ядру планеты.
Также Саундвейв присутствует в качестве босса в кампании автоботов, во второй главе. Здесь он держит в плену Зету Прайма в тюрьме Каона, куда прибывают Оптимус (тогда ещё без титула Прайма), Бамблби и Сайдсвайп. Они встречают Саундвейва, после чего между ними начинается битва. Саундвейв не сражается лично (удерживая Зету в ловушке), а посылает своих кассетников. Проиграв сражение, Саундвейв  попытался добить Зету, но Оптимус отклонил выстрел своим телом. Саундвейв сбегает с кассетниками, оставив тяжелораненого Зету Прайма автоботам, после чего Зета умирает на руках Оптимуса.

### «Transformers: Fall of Cybertron»
Появляется и в продолжении предыдущей игры, в «Падении Кибертрона». По сюжету игры, после того, как Мегатрона уничтожил Метроплекс, Саундвейв полностью восстанавливает погибшего командира и заряжает его энергией. Когда Мегатрон, после своего возрождения, устраняет (хотя и не убивает) Старскрима, провозгласившего себя новым командиром десептиконов, и отправляется на поиски ядра Триптикона, Саундвейв ремонтирует последнего, однако не восстанавливает до конца. Вместо этого, по приказу Мегатрона, он начинает проект «Немезида» — перестройку Триптикона в новый корабль десептиконов.
После этих событий Саундвейв появляется лишь в решающей битве между «Арком» и «Немезидой». Его задачей было проникновение на «Арк» и уничтожение боеприпасов корабля автоботов. Ему, вместе с двумя его кассетниками — Лазербиком и Рамблом, удается проникнуть внутрь «Арка» и уничтожить несколько запасов патронов. В дальнейшем, когда оба корабля враждующих между собой сторон затягивает в неизвестный портал, его судьба (как и всех остальных трансформеров) остается неизвестна.

### «Transformers: Rise of the Dark Spark»
В этой игре-кроссовере для игры доступен Саундвейв из вселенной «Transformers: Prime».
Саундвейв был послан вместе со Старскримом и Шоквейвом в Кристальный город на поиски Тёмной искры. Используя Лазербика, десептикон уничтожил множество инсектиконов. Затем десептиконы обнаружили, что дальнейший путь невозможен из-за кислоты, и связист послал Рамбла для её вытягивания. После этого группа продолжила путь, но вскоре десептиконам пришлось разделиться. Саундвейв послал Лазербика к одному из терминалов, открывавших двери в хранилище, а сам пробился к другому.
Саундвейв пытался схватить автоботов, укравших Тёмную искру, но дверь захлопнулась; и десептиконы оказались в ловушке. Связист выпустил Лазербика, чтобы тот открыл проход для отряда. Позже подошёл на железнодорожную станцию, где объяснил Старскриму, что автоботы ещё не сбежали, после чего Шоквейв подорвал поезд врагов.

### «Transformers: Devastation»
Появляется как один из боссов в игре. Впервые автоботы столкнулись с Саундвейвом на Праудстаре, где он пытался помешать автоботам заполучить Ферротаксис. За всю компанию встречается два раза. В первой битве использовал в бою Реведжа и Лазербика, после битвы отступил по приказу Мегатрона. На Кибертроне управлял охранным ботом для уничтожения автоботов, затем после его разрушения он лично отправился закончить начатое. Во второй раз сражение происходит на грузовом лифте, и он уже использует, помимо Реведжа и Лазербика, Рамбла, Френзи и Баззсоу. Также появляется в режиме испытания вместе с Шоквэйвом.

## Появления в сериях
The Transformers — первый и второй сезоны — все серии
Transformers: The Movie
Transformers: Scramble City
The Transformers (сезон 3)
- 66-70. Пять ликов тьмы (Часть 1-5) / The Five Faces of the Darkness (Part 1-5)
- 81. Мир паутины / Webworld
- 82. Схватка на Си-Минор / Carnage in C-Minor
- 85. Супервещание 2006 года / The Big Broadcast of 2006[aw]
- 86. Сражайтесь или бегите / Fight or Flee
- 91. Зов из глубины веков / Call of the Primitives
- 94. Возвращение Оптимуса Прайма (Часть 1) / The Return of the Optimus Prime (Part 1)

Transformers: The Headmasters
- 1. Четверо небесных воинов / Four Warriors Come out of the Sky
- 2. История планеты Мастер / The Mystery of Planet Master

Transformers: Generation 2 — все серии
Transformers: Beast Wars
- 39. Повестка дня (Часть 3) / The Agenda (Part 3)

Transformers: Beast Machines
- 5. Запретный плод / Forbidden Fruit[ay]

Transformers: Cybertron
- 39. Титаны / Titans
- 38. Портал / Warp
- 39. Гигант / Giant
- 40. Ярость / Fury
- 41. Город / City
- 43. Вызов / Challenge
- 46. Финал / Showdown
- 50. Незаконченное / Unfinished
- 51. Начало / Beginning[az]

Transformers: Animated
Трансформеры: Юниверс
- 1. Action Blast

KRE-O Transformers
- 5. A Gift for Megatron
- 6. Megatron’s Revenge

Transformers: Construct-Bots
- 1. Вступление! / Intro!

Transformers: Prime — все серии
Трансформеры: Месть падших
Трансформеры: Тёмная сторона Луны

## Приём
По данным X-Entertainment, Саундвейв является одним из лучших персонажей Трансформеров всех времён.

## Заметки
1. ↑  Только во флэшбеке.
2. ↑  Вероятно, это имя было дано персонажу вследствие ошибки переводчиков, из-за созвучия с Sandwave (Сэндвейв) — «песчаная волна»
3. ↑  Не всё так просто (часть 1). Трансформеры. Season 1. Episode 1.
4. ↑  Например, в серии Поехали!. Трансформеры. Season 1. Episode 5., и др.
5. ↑  Пять ликов тьмы (Часть 1). Трансформеры. Season 3. Episode 66.
6. ↑  Пять ликов тьмы (Части 3-4). Трансформеры. Season 3. Episode 68–69.
7. ↑  Мир паутины. Трансформеры. Season 3. Episode 81.
8. ↑  Схватка на Си-минор. Трансформеры. Season 3. Episode 82.
9. ↑  Супервещание 2006 года. Трансформеры. Season 3. Episode 85.
10. ↑  Возвращение Оптимуса Прайма (Часть 1). Трансформеры. Season 3. Episode 94.
11. ↑  История планеты Мастер. The Headmasters. Episode 2.
12. ↑  В оригинальной версии сериала его с этого момента стали называть «Саундбластер»; при переводе на русский язык для трансляции на 6-м канале имя персонажа не менялось
13. ↑  Король Тьмы Скорпоног. Headmasters. Episode 11.
14. ↑  Непобедимый Гальватрон. Headmasters. Episode 16.
15. ↑  Битва на ледяной горе. Headmasters. Episode 25.
16. ↑  Последнее сражение за Землю (Часть 2). Headmasters. Episode 35.
17. ↑  Повестка дня (Часть 3). Трансформеры: Битвы зверей. Season 2. Episode 39.
18. ↑  Трансформироваться и вперёд (Часть 1). Трансформеры: Анимейтед. Season 1. Episode 1.
19. ↑  Sound and Fury. Трансформеры: Анимация. Season 1. Episode 10.
20. ↑  Человеческая ошибка (Часть 1). Трансформеры: Анимейтед. Season 3. Episode 37.
21. ↑  Человеческая ошибка (Часть 2). Трансформеры: Анимейтед. Season 3. Episode 38.
22. ↑  Любопытно, что в этом сериале Саундвейв внешне напоминает Мандарина из мультсериала «Железный человек: Приключения в броне».
23. ↑  «Кривая обучения» // Трансформеры, № 4, 2010, с.25-27.
24. ↑  «Крутой поворот» // Трансформеры, № 6, 2010, с.29.
25. ↑  «Вне закона» // Трансформеры, № 7, 2010, с.20-23.
26. ↑  Там же, с.29.
27. ↑  «Вне закона» // Трансформеры, № 8, 2010, с.20-22.
28. ↑  «Спина к спине» // Трансформеры, № 9, 2010, с.19-20
29. ↑  Там же, с.25.
30. ↑  Война Диноботов. Трансформеры. Season 1. Episode 10.
31. ↑  Например, в серии Электронное безумие. Трансформеры. Season 2. Episode 33.
32. ↑  Кроме Саундвейва и его «кассетников», такой способностью обладает только Мегатрон.
33. ↑  Поехали!. Трансформеры. Season 1. Episode 5.
34. ↑  Воскресшая Атлантида. Трансформеры. Season 2. Episode 23.
35. ↑  Альт-форму робота принимает только в комиксах и в виде игрушки.
36. ↑  В фильме «Трансформеры 3: Тёмная сторона Луны»
37. ↑  Окончательное уничтожение (Часть 2). Трансформеры. Season 1. Episode 12.
38. ↑  Саундвейв // Трансформеры, № 8, 2010, с.2.
39. ↑  Любопытно, что в этом сериале Саундвейв редко говорит, если ему нужно что-нибудь сообщить, он просто «прокручивает» фрагменты чужих высказываний. Это произошло потому, что Дуэйн Капицци, сосоздатель шоу, хотел, чтобы Саундвейв контрастировал с разговорчивым Старскримом[6]. Лишь в 10-й серии 3-го сезона выясняется, что он всё же умеет говорить; он произносит свою знаменитую фразу: «Саундвейв — лучше, автоботы — хуже», ранее адресованную конструктиконам («TF: The Movie») и автоботам из «TF Animated».
40. ↑  Orion Pax, Part 1. Прайм. Season 2. Episode 27.
41. ↑  One Shall Rise, Part 3. Прайм. Season 1. Episode 26.
42. ↑  Triage. Прайм. Season 2. Episode 14.
43. ↑  что продемонстрировал в игре «Fall of Cybertron», когда починил Мегатрона
44. ↑  Minus One. Прайм. Season 3. Episode 62.
45. ↑  Который, по версии комиксов IDW, некоторое время входил в «Верховный Совет Кибертрона» в качестве сенатора от десептиконов.
46. ↑  Судя по комиксам, общее число «кассетников» Саундвейва — больше десятка, но в мультсериалах фигурирует только эта восьмёрка, причём двое последних появляются только в одной серии.
47. ↑  The Movie
48. ↑  Дальнейшие события после этих игр были показаны в комиксах и мультисериале «Transformers: Prime».
49. ↑  В камео.
50. ↑  С четвёртой серии появляется под именем Саундбластер.
51. ↑  Во флэшбеке.
52. ↑  В титрах.